# أل زد 127 غراف زبلن
أل زد 127 غراف زبلن  هي منطاد أو سفينة هوائية ألمانية مخصصة لنقل الركاب تعمل بالهيدروجين، شغلت من عام 1928 حتى عام 1937. عندما دخلت الخدمة التجارية في عام 1928، أصبحت أول وسيلة مواصلات تجارية لنقل الركاب عبر الجو. سميت السفينة على اسم صانعها فرديناند فون زبلين.
بشكل عام تعد مناطيد غراف زبلن أشهر مناطيد هوائية طافت العالم، ونقلت آلاف المسافرين وملايين الخطابات والكروت البريدية. كما تُعد أكثر المناطيد شهرة على الإطلاق. وتعد السفينة أل زد 127 غراف زبلن بشكل خاص أنجح سفينة هواء صلدة بنيت على الإطلاق، فقد طارت في الفترة ما بين عامي 1928م و1937م مسافة تزيد على 1,6 مليون كم، حملت 13,000 راكب وعبرت المحيط في العديد من رحلاتها، وتعد هذه السفينة أيضاً في ترتيب السرعات أسرع السفن الصلدة على الإطلاق حيث أمكنها الوصول إلى سرعة 130كم في الساعة.

## تاريخ
أطلق الكونت فرديناند فون زبلن أول سفينة هوائية تسمى إل. زد–1 عام 1900م، وبلغ طولها 128 م، وكانت تطير بسرعة تصل إلى 27 كم في الساعة، ولم تقم هذه السفينة إلاَّ بثلاث رحلات فقط، حيث كانت قدرة محركها أقل من القدرة المطلوبة لحركتها، وكان ينقصها كذلك معدات التحكم المناسبة، ثم أكمل زبلن سفينته الثانية (إل. زد – 2: L. Z – 2) عام 1905م، ثم أطلق سفينته الثالثة (إل. زد – 3: L. Z – 3)عام 1906م، وقد استخدم الجيش الألماني السفينة (إل. زد – 3 : L. Z. 3) بمثابة أول سفينة هواء حربية. ساهم زبلن عام 1909م في إنشاء أول خط جوي تجاري في العالم سمي ديلاج، وبلغ طول أول سفينة ألمانية تعمل على هذا الخط 148م، وبها ثلاثة محركات قدرة كل منها 90 كيلوواط. وفي الفترة من عام 1910م حتى عام 1914م استخدم أكثر من 10,000 راكب هذه السفن في الطيران نظير دفع مبالغ مادية.

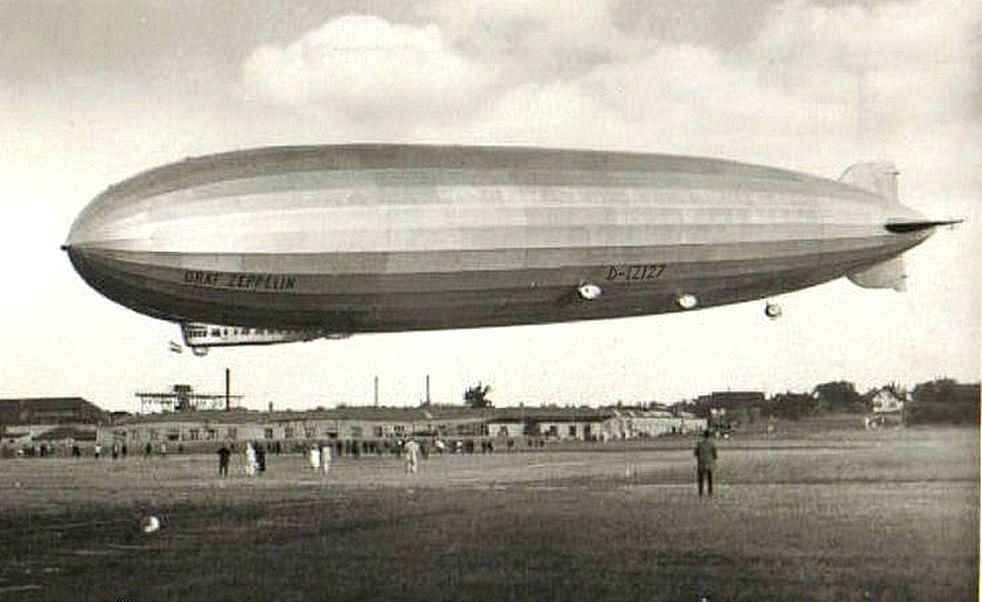
منطاد زبلن آل زد 127

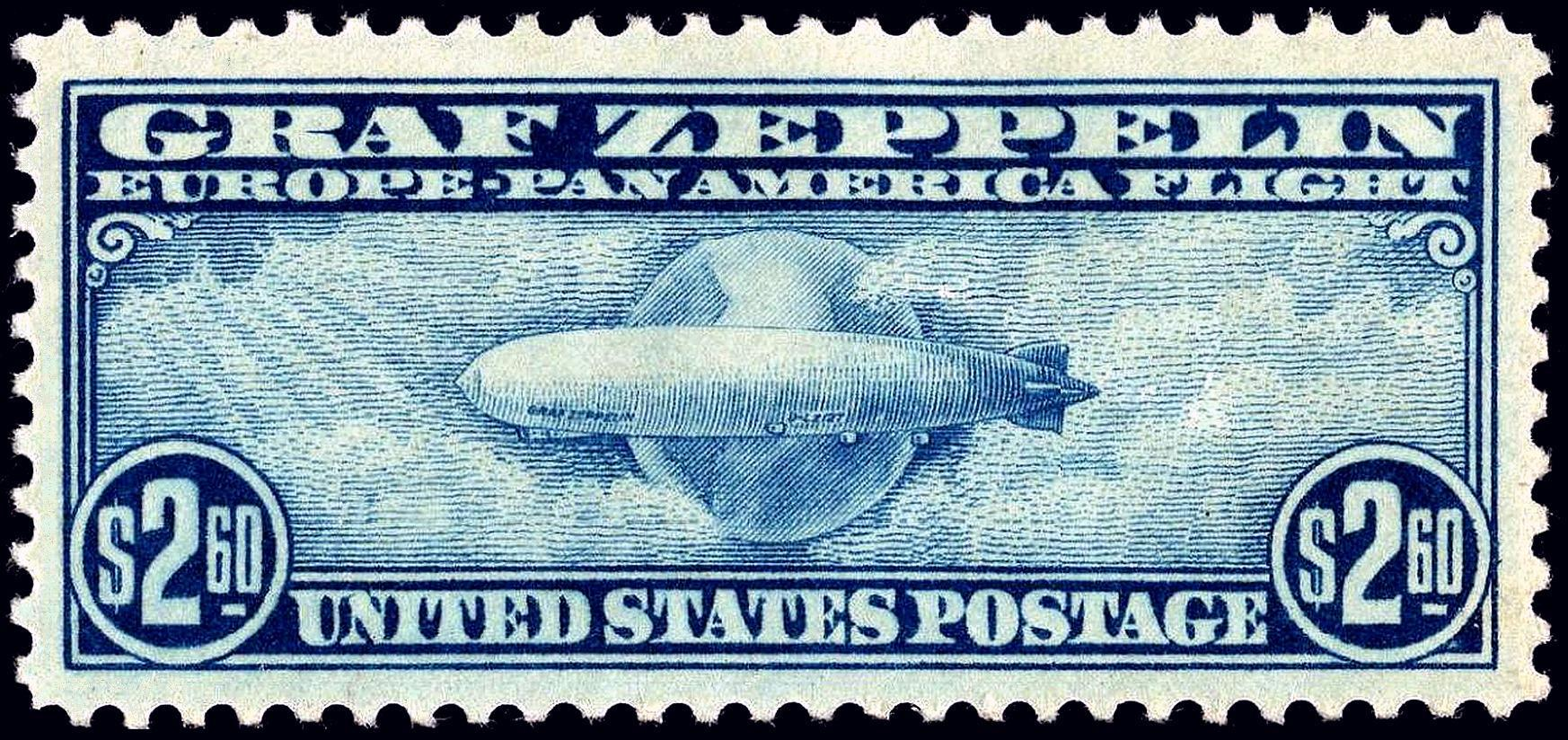
طابع منطاد زبلين "D-LZ127" فئة دولارين و60 سنت، من إصدار سنة 1930

استخدم الألمان سفن زبلن الهوائية وسفنًا هوائية أخرى أثناء الحرب العالمية الأولى لحراسة بحر الشمال واكتشاف مواقع العدو وأسلحته، وكانوا أيضا أول من استخدم السفن الهوائية الصلدة على نطاق واسع للقذف الاستراتيجي لمواقع العدو، إلا أن تلك الغارات المستمرة على إنجلترا لم تؤد إلا إلى خسائر بريطانية ضئيلة، وكانت فرق سفن الهواء بالبحرية الألمانية أكبر مستخدم للسفن الهوائية أثناء الحرب، فقد حصلت على 70 سفينة من سفن زبلن وشوت لانز، فُقِد منها 53 سفينة هوائية نتيجة الحوادث وقصف نيران العدو والظروف الجوية السيئة، وقد تطورت إمكانات سفن زبلن بسرعة فائقة حيث طارت سفينته ل-59 مسافة 6,800كم دون توقف، كما تجاوزت سرعة محركاتها الخمسة 95 كم في الساعة.